# Sterngarten

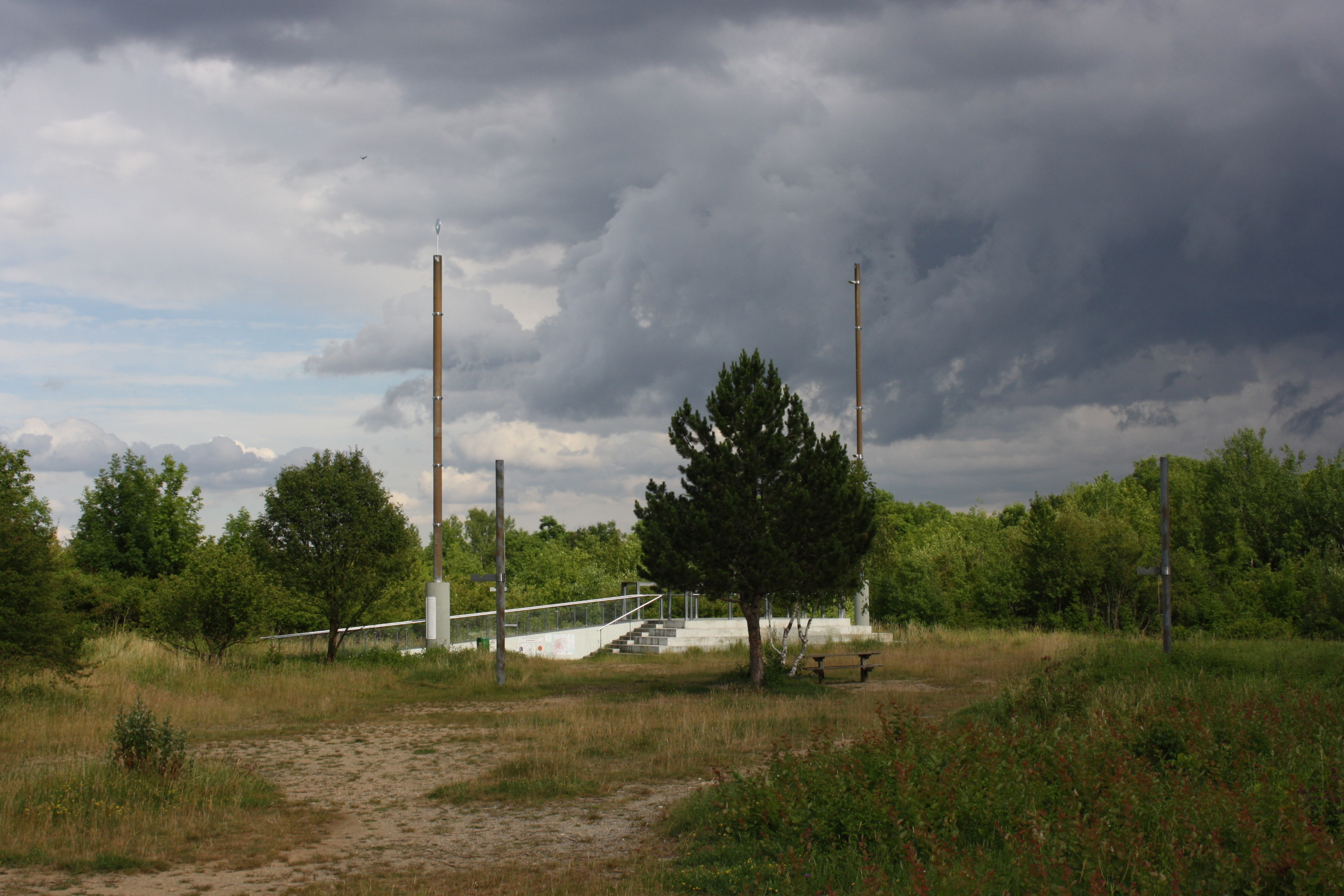
Sterngarten, Ansicht von Westen. Von der Plattform-Mitte aus zeigt der Südmast (rechts) den jahreszeitlichen Höchststand der Sonne, und der Nordmast den Polarstern. Er dient auch als Schattenzeiger einer Sonnenuhr.

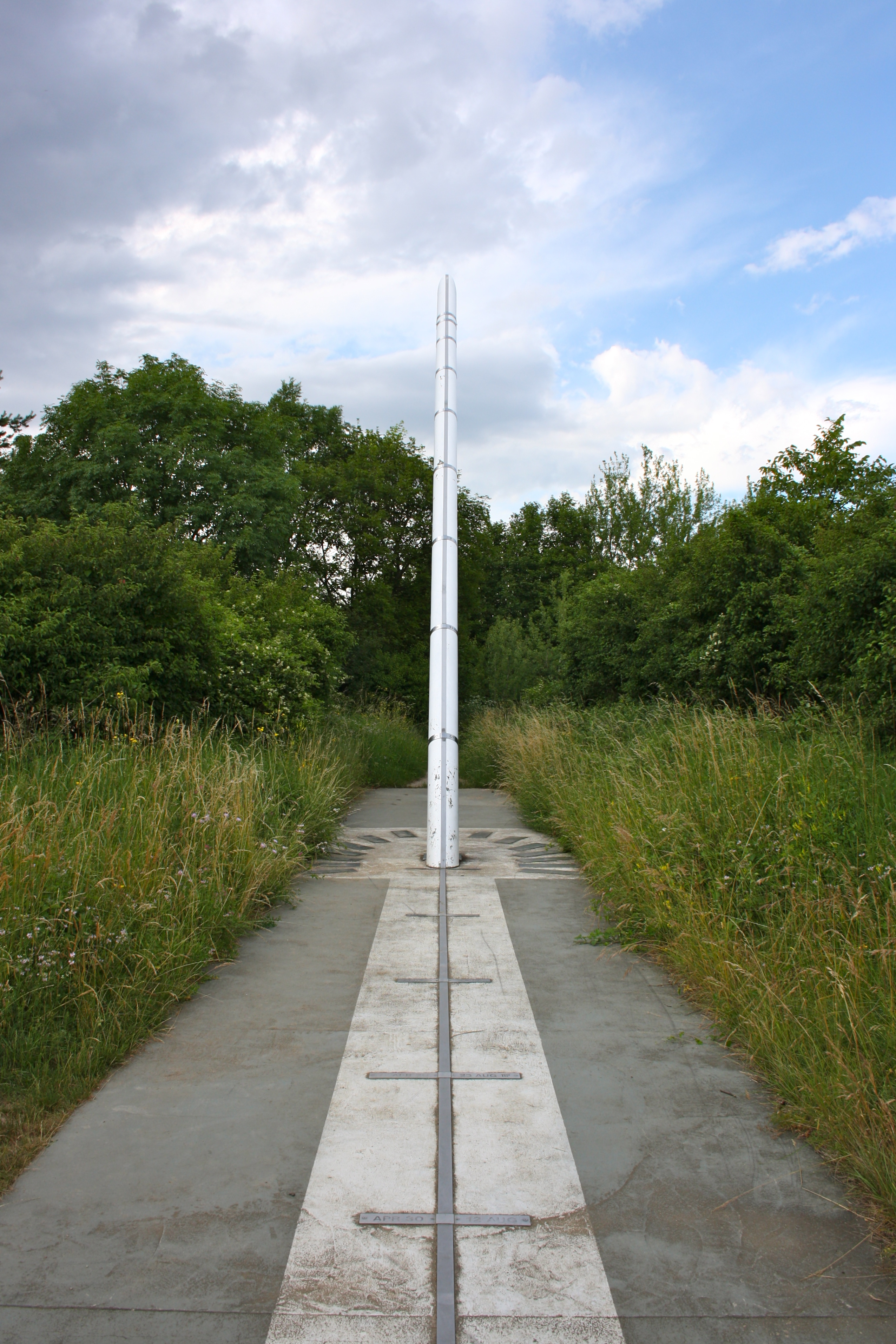
Begehbare Sonnenuhr. Der Schrägmast steht parallel zur Erdachse. Im Vordergrund die Datumslinien des Nordmast-Schattens.

Das Freiluftplanetarium Sterngarten am Georgenberg in Wien-Mauer ist eine unentgeltlich benützbare Anlage zur freisichtigen Beobachtung des Himmelsgeschehens bei Tag und Nacht. Die von Hermann Mucke initiierte Anlage geht auf eine Idee seines Vorgängers Oswald Thomas für einen Sternenhain am Laaerberg zurück. Sie wurde 1997 bis 2000 am Rand des Maurerwaldes errichtet und wird vom Österreichischen Astronomischen Verein betreut. Die Naturnähe auf einer großen Lichtung und der relativ dunkle Himmel soll den Besuchern die „obere Hälfte der Welt“ bewusst und erlebbar machen, besonders den jahreszeitlichen Verlauf der Sonnenbahn.
Der Sterngarten liegt im Südwesten Wiens am Rand eines Naturschutzgebiets, den Erholungsräumen Niederösterreich – Wien. Durch drei weithin sichtbare, etwa 17 Meter hohe Masten zieht die Anlage daher auch Wanderer sowie Besucher der nahen Wotruba-Kirche an, einem skulptural aufgefassten Kirchenraum aus den Jahren 1974–76.
Die Anlage auf der Kuppe des Georgenbergs liegt 1,2 Kilometer westlich des Maurer Ortskerns und 130 Meter höher. Rund um die jetzige Plattform war im 2. Weltkrieg das Areal einer Luftnachrichtentruppen-Kaserne mit einem Übungsgelände und einem großen Schießplatz.

## Beschreibung
Die fast 1 Hektar große Anlage stellt das erste Projekt der sogenannten Horizontastronomie in Europa dar, bei der auch die scheinbare Drehung des Sternhimmels und der Jahresverlauf der Sonnenbahn demonstriert werden kann. Sie wurde vom früheren Leiter des Wiener Planetariums Hermann Mucke nach Ideen von Oswald Thomas (1882–1963) geplant und besteht aus
- einer Stufenpyramide mit Edelstahlbrüstung und barrierefreier Zugangsrampe,
- einem Südmast (südlicher Messpfeiler),
- sechs Sonnensäulen mit Querarmen für die Sonnenauf- und -untergänge,
- einem Nordmast mit Lochscheibe für den Himmelspol und als Mittags-Schattenzeiger,
- einer als „Ungeziffer“ (Hermann Mucke) bezeichneten Zeitentabelle,
- dem Nordweg mit Meridianlinie und dem Schrägmast parallel zur Erdachse
- und an dessen Fuß eine begehbare Sonnenuhr.

## Zum Gebrauch bei Tage

Wintersonne hinter dem Nordmast. Am Südmast die Marken für Höhengrade (alle 10°) und den Beginn der Jahreszeiten

Von der Wotruba-Kirche kommend betritt man den Sterngarten von Norden her und erreicht zunächst den Stützpfeiler des Schrägmastes am Ende des Nordweges. Man erkennt, dass Stützpfeiler, Schrägmast, Nordmast und Südmast genau fluchten und damit eine Ebene bilden (Bild rechts).
In dieser Ebene liegen der örtliche Meridian und die Erdachse. Der Schrägpfeiler ist eine Parallele zur Erdachse, entsprechend der geografischen Breite um 48° geneigt.
Am Fuß des Schrägpfeilers ist im Nordweg das Zifferblatt einer Horizontalsonnenuhr eingelassen, die den Schrägmast als Schattenwerfer nutzt.
Die eineinhalb Meter über die Pyramidenplattform ragende Oberkante der Edelstahlbrüstung, die Sockeloberkanten des Nord- und des Südmastes sowie die Oberkanten der Querarme der Sonnensäulen bilden eine Ebene, die „Mathematischer Horizont“ genannt wird. In der Mitte der Pyramidenplattform ist eine Scheibe eingelassen, die die Position des Beobachters markiert. Über diesem Punkt kann der Beobachter durch Bücken oder Strecken sein Auge exakt in die sogenannte Himmelsmitte bringen.
Das Azimut eines Objektes am Himmel kann an der Brüstung und die Höhe an Nord- oder Südmast oder an den Sonnensäulen geschätzt werden. Nord- und Südmast verfügen über Edelstahlringe im Höhenabstand von 10°.
Die sechs Sonnensäulen stehen etwas entfernt rund um die Stufenpyramide. Drei davon markieren im Osten den Sonnenaufgang zur Sommersonnenwende, zu den Tagundnachtgleichen und zur Wintersonnenwende. Die anderen drei markieren im Westen entsprechend den Ort des Sonnenunterganges zur Wintersonnenwende, den Tagundnachtgleichen und zur Sommersonnenwende.
Während die Säulen den geometrischen Aufgangsort des Sonnenkörpers markieren, geben Kerben in den Querarmen der Sonnensäulen den Aufgangsort der wahrnehmbaren Sonnenscheibe an. Dieser liegt wegen der Strahlenbrechung in der Atmosphäre stets etwas weiter nördlich.

## Sternführungen und Zielsetzung

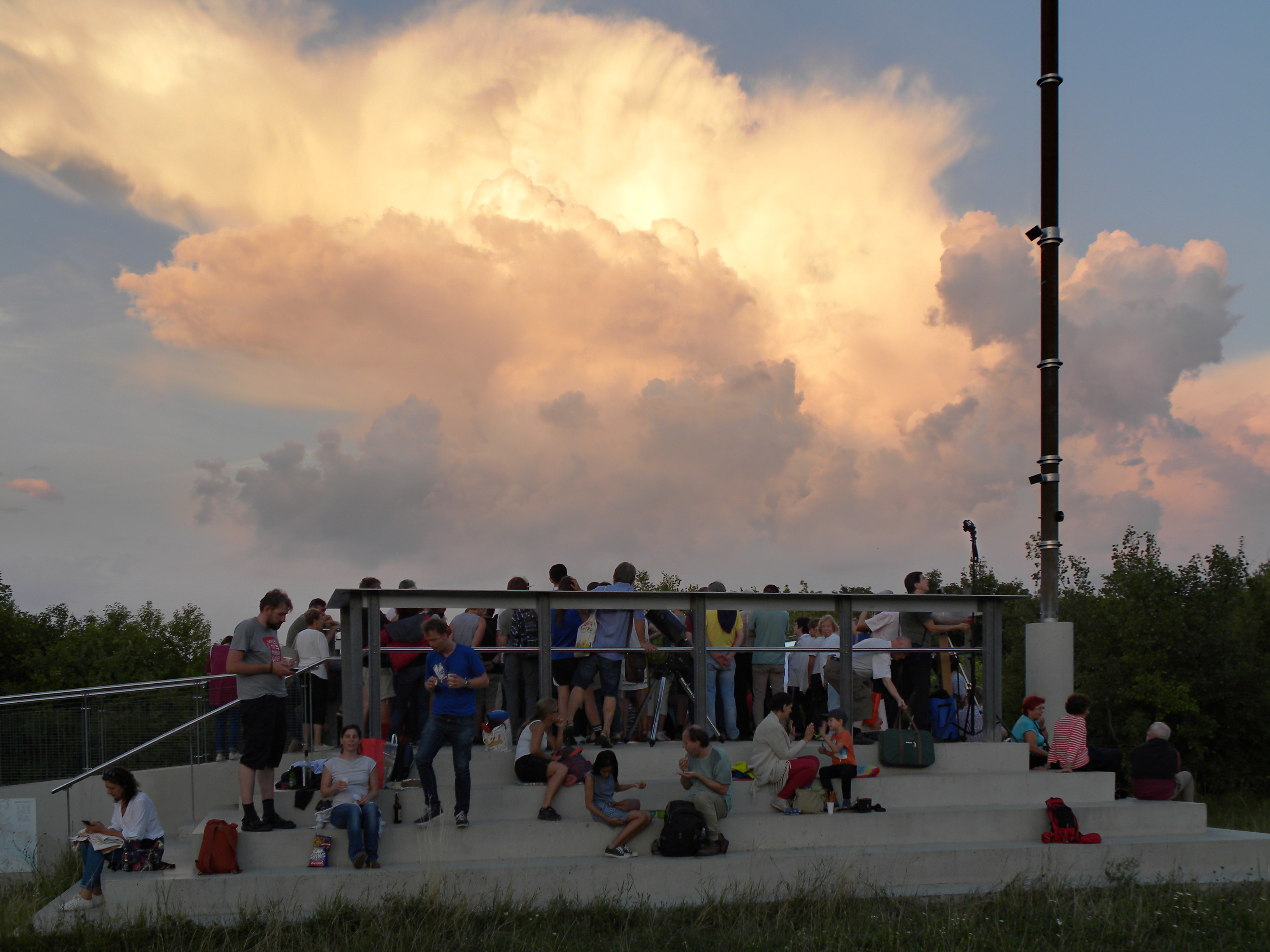
Führung zur Mondfinsternis am 27. August 2018. Auf der Plattform haben über 50 Personen Platz, auf den umgebenden Sitzstufen weitere 100.

Die Anlage am äußersten südwestlichen Stadtrand hat durch ihre Lage am Georgenberg (Naturschutzgebiet Maurer Wald) gute Sichtbedingungen und dient dem  österreichischen Astronomischen Verein für regelmäßige, unentgeltliche Sternführungen, vor allem mit freiäugiger Beobachtung des Sternhimmels.
Damit steht sie in der Tradition des Sommerhaidenwegs, wo der Vereinsgründer Oswald Thomas ab etwa 1920 seine monatlichen Sternführungen abhielt. Für diese Sternwanderungen entlang der Weinberge mit oft 100 Teilnehmern wurde sogar die Straßenbeleuchtung lokal abgeschaltet.
Der Sterngarten versteht sich als Ergänzung zum Wiener Planetarium und als Ort, wo Sternfreunde eigene Aktivitäten entwickeln können. Der Initiator Hermann Mucke gründete eine Gruppe von Fachleuten, die ein bis zwei Mal monatlich öffentliche Sternführungen veranstalten und zusätzlich Beobachtungen bei besonderen Ereignissen, etwa Mondfinsternissen oder hellen Kometen organisieren. Seit 2018 wurde die Zahl der monatlichen Führungen verdoppelt.
Auf Wunsch veranstaltet der Astronomische Verein auch Sonderführungen für Schulklassen oder Jugendgruppen.
Das weite Gelände erlaubte auch in Zeiten der Corona-Pandemie (2020–2021) eine fast uneingeschränkte Nutzung der Anlage. Nur bei Fernrohr-Beobachtungen waren einige Hygiene-Maßnahmen erforderlich.
Seit September 2020 erinnert eine vom  österreichischen Astronomischen Verein am Nordmast angebrachte Gedenktafel an Prof. Hermann Mucke.